# Чербаджи, Дмитрий Афанасьевич
Дмитрий Афанасьевич Чербаджи (род. 15 января 1949 года, Челябинск, РСФСР, СССР) — советский и российский сценограф

, академик Российской академии художеств (2010).

## Биография
Родился 15 января 1949 года в Челябинске, живёт и работает в Москве.
В 1971 году — окончил Одесский государственный педагогический институт, художественно-графический факультет у профессора В. Г. Ефименко.
С 1971 по 1978 годы — работал стажером, художником-декоратором мастерских ГАБТ и КДС;
С 1992 по 1997 годы — главный художник объединения «Большой театр — студия Григорович-балет».
С 1978 по 1991 годы — преподавал в Московском художественном училище памяти 1905 года.
С 2012 года — профессор, руководитель мастерской театрально-декорационного искусства Московского художественного института имени В. И. Сурикова.
В 2010 году — избран академиком Российской академии художеств от Отделения театрально- и кинодекорационного искусства.
С 1986 года — член Союза художников СССР.

## Творческая деятельность
Оформил более 70 спектаклей, среди которых:
- «Черевички» П. И. Чайковского в Московском музыкальном театре имени К. С. Станиславского и В. И. Немировича-Данченко (1985);
- «Спящая красавица» П. И. Чайковского в Куйбышевском театре оперы и балета (1990);
- «Электра» Р. Штрауса в Студии «Григорович-балет» (Афины, 1992); «Белоснежка» К. Хачатуряна (1995), балет «Волшебная флейта» Р. Триго (совместно с Московской академией хореографии, 2002) в ГАБТе;
- «Тщетная предосторожность» П. Гертеля (1993), «Болеро» М. Равеля (1998), «Бахчисарайский фонтан» Б. Асафьева (2007) в Театре оперы и балета Уфы;
- «Жизель» А. Адана (1998), «Дон Кихот» Л.Минкуса (1999) в Краснодарском театре балета «Премьера»;
- «Щелкунчик» П. И. Чайковского (2001), «Кармен» Ж. Бизе (2003), «Ромео и Джульетта» С. Прокофьева (2006) в Красноярском театре оперы и балета;
- «Семь красавиц» К. Караева в Театре оперы и балета Азербайджана, Баку (2012);
- «Щелкунчик» (2013) и «Лебединое озеро» (2014) П. И. Чайковского в Театре оперы и балета Челябинска.

Произведения находятся в собраниях Музея музыкальной культуры имени М. И. Глинки, Музее Большого театра, музее П. И. Чайковского в Клину, частных коллекциях Москвы и Италии.

## Награды
- Медаль «В память 850-летия Москвы» (1997)
- Памятная медаль «За участие в воссоздании храма Христа Спасителя» (1999)

Награды РАХ
- Серебряная медаль РАХ (2006)
- Золотая медаль РАХ (2016)